# NGC 3185
NGC 3185 é uma galáxia espiral barrada (SBa) localizada na direcção da constelação de Leo. Possui uma declinação de +21° 41' 19" e uma ascensão recta de 10 horas, 17 minutos e 38,4 segundos.
A galáxia NGC 3185 foi descoberta em 1850 por William Parsons.